# Kerantai
Kerantai is een bestuurslaag in het regentschap Bangka Tengah van de provincie Bangka-Belitung, Indonesië. Kerantai telt 849 inwoners (volkstelling 2010).